# Gallinago andina
La agachadiza de la puna (Gallinago andina) también denominada becasina real y becasina de la puna, es una especie de ave caradriforme de la familia Scolopacidae que vive en Sudamérica. Algunos investigadores la consideran una subespecie de Gallinago paraguaiae.

## Descripción
Mide entre 30-32 cm de largo, tiene un cuerpo robusto y las patas relativamente cortas para una límícola. Sus partes superiores están listadas en marrón y crema, y los bordes dorados de sus plumas forman líneas que surcan su espalda. La parte inferior de sus alas es blanquecina. Su vientre es blanco con listas pardas. Su pico es recto, largo y de color hueso. Sus patas son de color amarillo. Ambos sexos son de apariencia similar, y los inmaduros solo se diferencian en que tienen bordes claros en sus plumas coberteras.

## Distribución y hábitat
Se encuentra en Perú, Bolivia, el norte de Argentina y Chile y el extremo sur de Ecuador. Sus hábitats naturales son los humedales y planicies de montaña.

## Comportamiento
La agachadiza de la puna se alimenta de insectos y gusanos que encuentra sondeando en el barro con su pico. El principal medio de defensa de los depredadores se lo proporciona su plumaje críptico que lo camufla cuando se queda inmóvil entre la vegetación.
Se sabe poco de su comportamiento reproductor, aunque es conocida su exhibición aérea que empieza con vuelos en círculos seguidos de un picado que es acompañado por un zumbido producido por la vibración de unas plumas exteriores modificadas de la cola.